# حصادات
الحصادات أو رتبة أوبيليونز (الاسم العلمي: Opiliones)، هي رتبة من رتب الحيوانات العنكبوتية اكتشف منها أكثر من 6,500 نوع في مختلف أرجاء العالم، رغم أن العدد الفعلي للأنواع الموجودة يمكن أن يتجاوز 10,000. وتشتمل رتبة أوبليون على أربع رتب فرعية: هي Cyphophthalmi وEupnoi وDyspnoi وLaniatores. وقد تم العثور على حفريات محفوظة بشكل جيد في صخور صوان رايني (Rhynie) التي يبلغ عمرها 400 مليون عام في اسكتلندا، والتي تبدو كما لو كانت حديثة بشكل مذهل، مما يشير إلى أن الهيكل الأساسي للرتيلاء لم يتغير منذ ذلك الحين. وهناك جدال حول موضع النشوء والتطور: فأقرب الكائنات إليها قد يكون العث (Acari) أو Novogenuata (العقارب وأشباه العقارب والإبل العنكبوت). ورغم أنها تنتمي إلى الطائفة العنكبيات، إلا أن الرتيلاء تكون موجودة في الرتبة أوبليون، وبالتالي فإنها ليست عناكب، والتي تعتبر من بين أعضاء لرتبة العناكب. وفي بعض البلاد الناطقة بالإنجليزية تُعرَف الرتيلاء باسم شعبي يعني «الحشرة ذات الأرجل الطويلة» أو «الحشرة ذات القوائم الطويلة»، إلا أن هذا الاسم يستخدم كذلك لوصف نوعين آخرين من المفصليات: وهما أبو شبت (Tipulidae) وعنكبوت البيت (Pholcidae).

## وصلات خارجية
- Joel Hallan's Biology Catalog (2005)
- Harvestman: Order Opiliones Diagnostic photographs and information on North American harvestmen
- Harvestman: Order Opiliones Diagnostic photographs and information on European harvestmen
- University of Aberdeen: The Rhynie Chert Harvestmen (fossils)
- National Museum page Classification of Opiliones A synoptic taxonomic arrangement of the order Opiliones, down to family-group level, including some photos of the families
- تحوي هذه المقالة معلومات مترجمة من الطبعة الحادية عشرة لدائرة المعارف البريطانية لسنة 1911 وهي الآن ضمن الملكية العامة.